# Créteil
Créteil là tỉnh lỵ của tỉnh Val-de-Marne, thuộc vùng hành chính Île-de-France của nước Pháp, có dân số là 87.300 người (thời điểm 2004).

## Thông tin nhân khẩu
| 1964   | 1970   | 1975   | 1976   | 1982   | 1990   | 1999   | 2005   |
| ------ | ------ | ------ | ------ | ------ | ------ | ------ | ------ |
| 40 476 | 52 284 | 59 214 | 65 447 | 71 705 | 82 390 | 82 630 | 88 400 |

## Các thành phố kết nghĩa
- Kirjat Jam, Israel
- Salzgitter, Đức
- Les Abymes, Guadeloupe
- Falkirk, Scotland
- Mataró, Tây Ban Nha

## Những người con của thành phố
- Christopher Samba, vận động viên bóng đá, đội tuyển quốc gia của Congo và của câu lạc bộ Hertha BSC Berlin